# Elbit Skylark
Elbit Skylark je serija malih bespilotnih letjelica koje proizvodi izraelska tvrtka Elbit Systems. Serija se sastoji od modela Skylark I i Skylark II.

## Skylark I
Skylark I je minijaturna bespilotna letjelica. Zamišljena je kao bespilotni sustav za nadzor i taktičko izviđanje. Lansiranje ove letjelice vrši se rukom. Nosivost Skylarka je dovoljna da se njime prenosi CCD kamera za dnevno ili opcionalna FLIR kamera za noćno izviđanje. Tijekom leta, letjelica svojoj prijenosnoj zemaljskoj stanici šalje video snimke u realnom vremenu. Pokreće ju elektro motor te može letjeti dva sata, dok joj maksimalni dolet iznosi 10 km. Slijetanje letjelice odvija se na posebno izrađenom zračnom jastuku.
Skylark je operativan u mnogim vojskama Svijeta, uključujući i hrvatsku vojsku. Koristi se i u Afanistanu i Iraku u sklopu savezničkih misija. Također, ovu letjelicu su u ožujku 2008. u svoje redove uvele i specijalne snage francuske vojske. Izraelska vojska koristila je Skylark I u Drugom libanonskom ratu te operacijama u Gazi. Kanadska vojska za ovu letjelicu koristi operativni naziv CU-168.

## Skylark II
Letjelica Skylark II predstavljena je 2006. godine. Predstavlja veću i poboljšanu inačicu Skylarka I. Maksimalni dolet joj je 60 km te je dizajnirana da njime upravlja dvočlana posada koristeći vojno terensko vozilo HMMWV. U prosincu 2007. Južna Koreja je odlučila kupiti bespilotne letjelice Skylark II.

## Korisnici
| - Izrael - Australija - Češka - Francuska - Hrvatska - Južna Koreja - Kanada |  | - Mađarska - Sjeverna Makedonija - Nizozemska - Poljska - Slovačka - Švedska |

## Galerija slika
- Elbit Skylark I hrvatske vojske
- Elbit Skylark II

## Tehničke karakteristike (Skylark I)
Izvori podataka: 
Osnovne karakteristike
- posada: 0
- dužina: 2,2 m
- raspon krila: 2,96 m

Letne karakteristike
- dolet: 10 km
- motor: Električni motor

## Vanjske poveznice
- Skylark I  Arhivirana inačica izvorne stranice od 26. rujna 2007. (Wayback Machine)
- Skylark II  Arhivirana inačica izvorne stranice od 26. rujna 2007. (Wayback Machine)
- Israeli-weapons.com